# Idaho Stampede 2008-2009
La stagione 2008-09 degli Idaho Stampede fu la 3ª nella NBA D-League per la franchigia.
Gli Idaho Stampede arrivarono secondi nella Western Division con un record di 31-19. Nei play-off persero il primo turno con gli Austin Toros (0-1).

## Roster
|    | Naz.                   | Ruolo | Sportivo          | Anno | Alt. | Peso |  |
| -- | ---------------------- | ----- | ----------------- | ---- | ---- | ---- |  |
| 00 | Australia (bandiera)   | C     | Nathan Jawai      | 1986 | 208  | 127  |  |
| 4  | Stati Uniti (bandiera) | P     | Jamaal Tatum      | 1984 | 188  | 79   |  |
| 9  | Stati Uniti (bandiera) | AP    | Luke Jackson      | 1981 | 201  | 98   |  |
| 11 | Stati Uniti (bandiera) | G     | Roberto Bergersen | 1976 | 196  | 91   |  |
| 12 | Stati Uniti (bandiera) | G     | Lanny Smith       | 1984 | 191  | 86   |  |
| 14 | Stati Uniti (bandiera) | P     | Kevin Burleson    | 1979 | 191  | 93   |  |
| 15 | Stati Uniti (bandiera) | AP    | Brent Petway      | 1985 | 203  | 93   |  |
| 21 | Stati Uniti (bandiera) | A     | Jason Ellis       | 1982 | 201  | 99   |  |
| 22 | Stati Uniti (bandiera) | G     | Coby Karl         | 1983 | 196  | 98   |  |
| 24 | Stati Uniti (bandiera) | P     | Mohamed Abukar    | 1985 | 208  | 103  |  |
| 24 | Stati Uniti (bandiera) | A     | Ernest Scott      | 1982 | 201  | 102  |  |
| 41 | Stati Uniti (bandiera) | C     | Lance Allred      | 1981 | 211  | 122  |  |
| 42 | Stati Uniti (bandiera) | C     | Dwayne Jones      | 1983 | 211  | 113  |  |
| 44 | Stati Uniti (bandiera) | G     | Mildon Ambres     | 1984 | 196  | 90   |  |
| 50 | Stati Uniti (bandiera) | AG    | Jermareo Davidson | 1984 | 208  | 104  |  |

## Staff tecnico
- Allenatore: Bryan Gates
- Vice-allenatori: Joel Abelson, Randy Livingston
- Preparatore atletico: Kevin Taylor